# Rue du Docteur-Berger
La rue du Docteur-Berger est une voie de Sceaux dans les Hauts-de-Seine.

## Situation et accès
Orientée nord-sud, cette rue commence son tracé au carrefour de la rue Houdan et de l'avenue du Président-Franklin-Roosevelt, et rencontre la rue des Écoles (anciennement rue du Petit-Chemin) puis la rue des Imbergères. Elle se termine rue Paul-Couderc (anciennement voie de Sceaux à Chatenay), près de l'emplacement de l'ancienne manufacture de Sceaux.
Elle est accessible par la gare de Sceaux. 

## Origine du nom
Cette rue a été nommée en hommage au docteur Paul Berger (1845-1908), chirurgien de l'Académie de Médecine.

## Historique
Cette voie s'est tout d'abord appelée rue Saint-Jean puis rue du Marché. Elle prend son nom actuel entre les deux guerres.

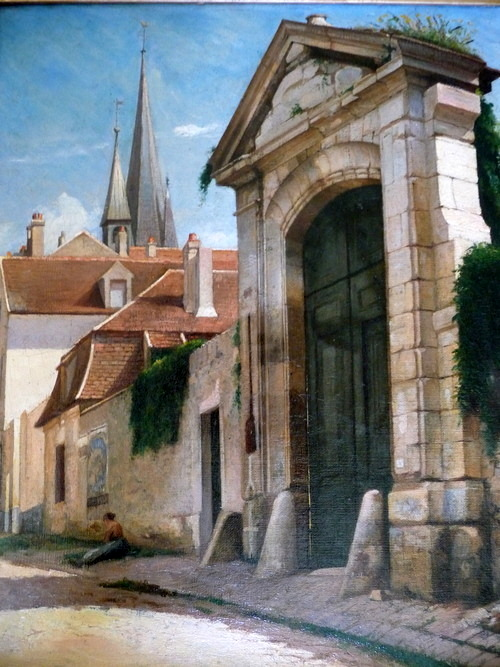
La porte du petit château de Sceaux, Jules-Charles Aviat, 1890.
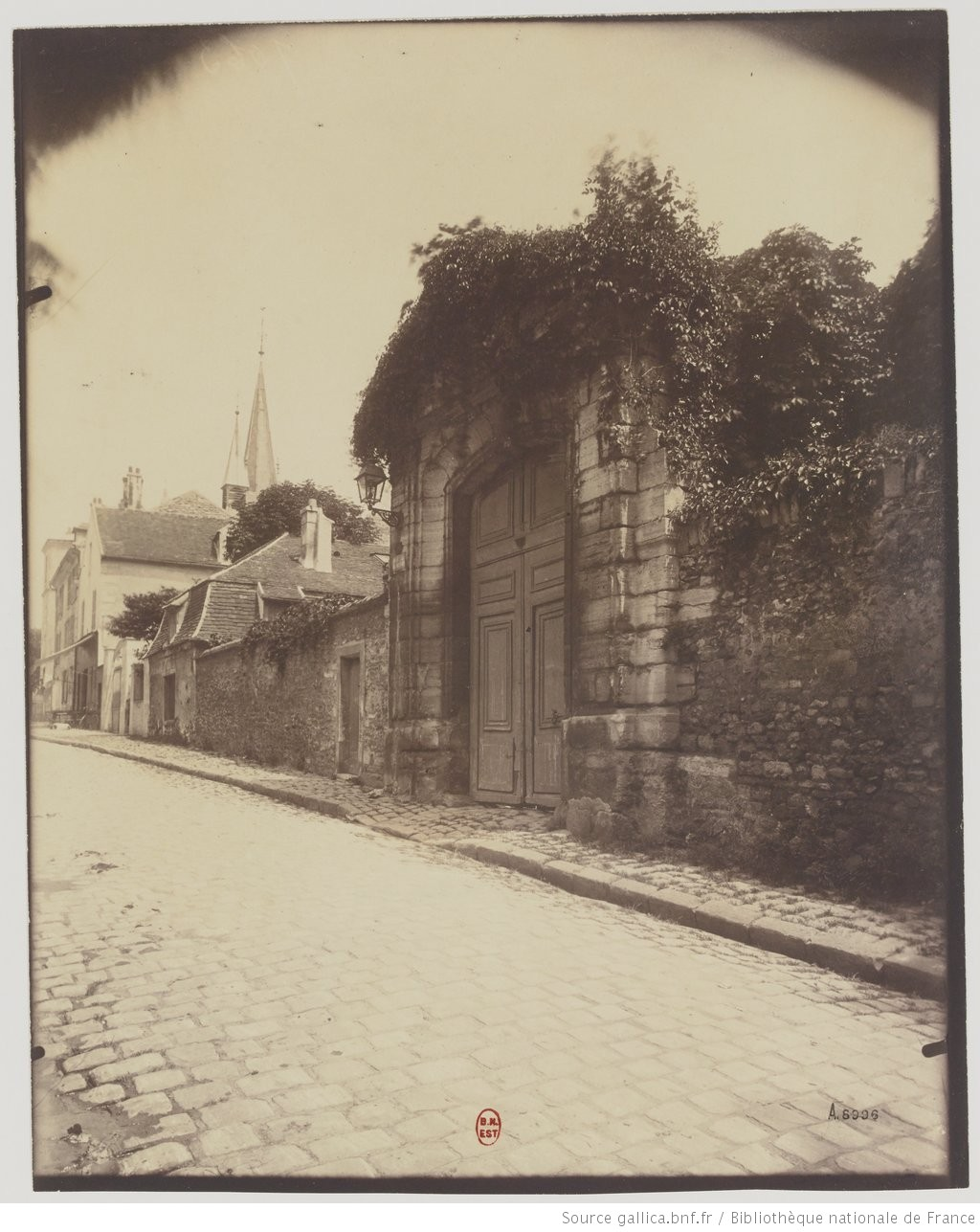
Entrée du château, Eugène Atget, 1901.
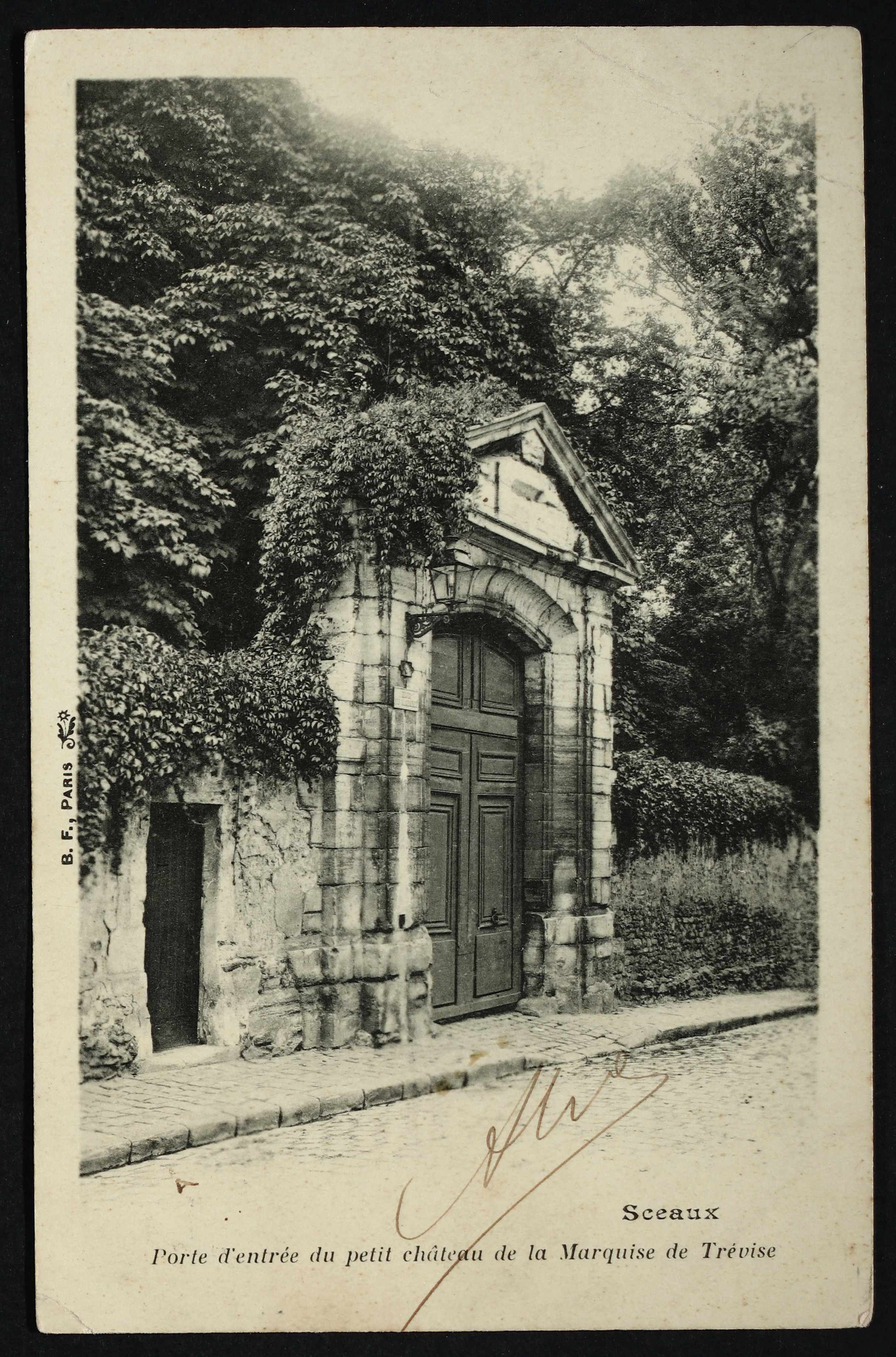
Carte postale - Porte d'entrée du petit château de la marquise de Trévise.

## Bâtiments remarquables et lieux de mémoire

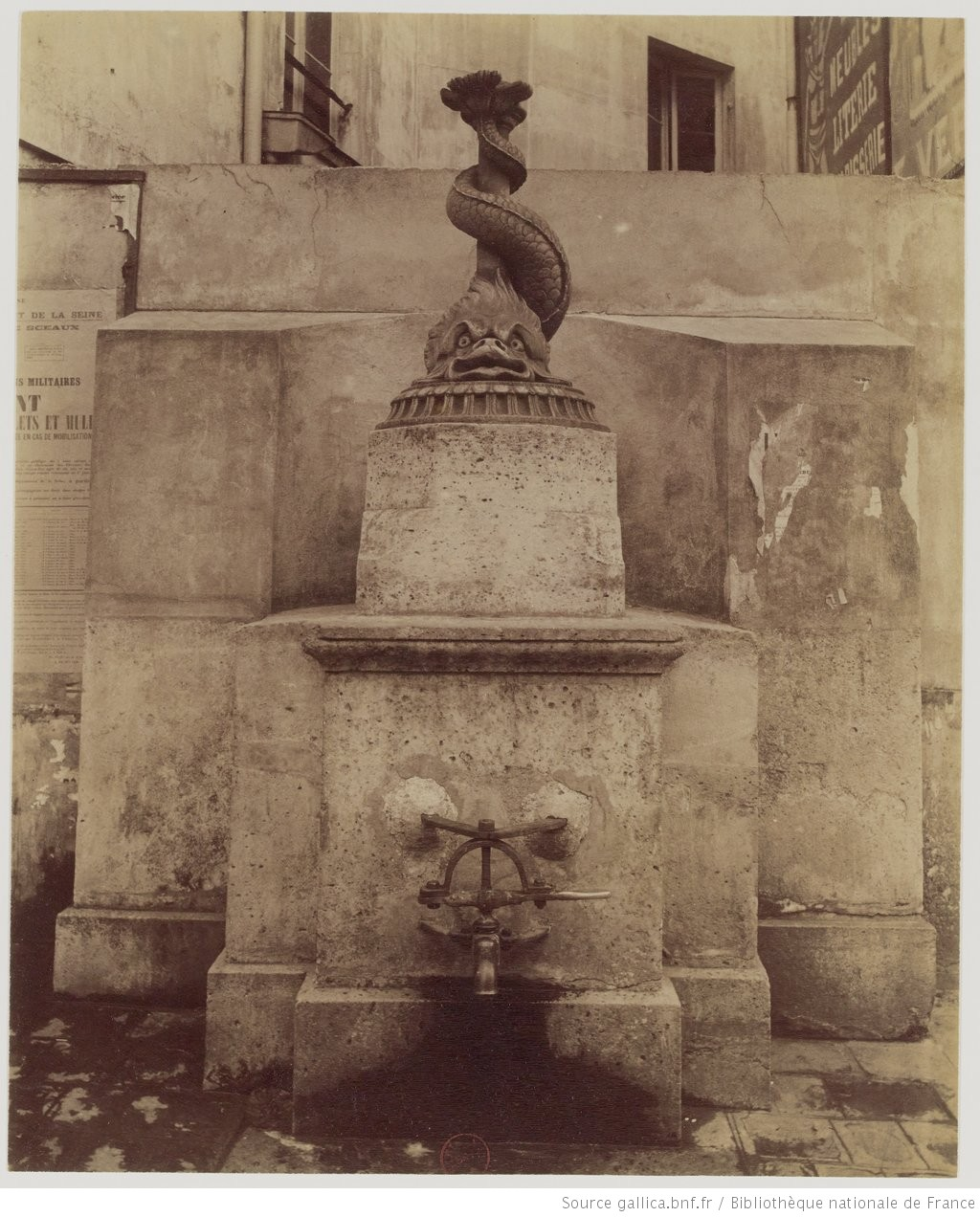
Fontaine, rue du Marché.

- Au no 1, église Saint-Jean-Baptiste de Sceaux et presbytère.
- Au no 9, petit château de Sceaux[3],[4].
- Emplacement d'une fontaine établie par Colbert vers 1675. Alimentée par les eaux du ru d'Aulnay, elle a été démolie en 1955. Le dauphin de fonte qui l'ornait est conservé au musée du Domaine départemental de Sceaux[5].
- Au no 10, une maison datant du XVIIIe siècle, recensée à l'inventaire général du patrimoine culturel[6].
- Ancienne manufacture de porcelaine.